# Laura Künzler
Laura Künzler (Berkeley, 25 dicembre 1996) è una pallavolista svizzera, schiacciatrice del Chieri '76.

## Carriera

### Club
Nella stagione 2013-14 viene ingaggiata dal Kanti Baden, nella Lega Nazionale B, mentre nella stagione successiva esordisce nella massima divisione svizzera con la maglia del Sm'Aesch Pfeffingen, a cui è legata per tre annate.
Nella stagione 2017-18 è in Germania, firmando per il Vilsbiburg, in 1. Bundesliga, per poi trasferirsi in Francia, nella stagione 2019-20, all'ASPTT Mulhouse, in Ligue A: resta nella stessa divisione anche per il campionato successivo difendendo i colori del Venelles.
Ritorna quindi nella massima categoria tedesca che disputa nell'annata 2021-22 con il Wiesbaden e in quella 2022-23 con il MTV Stoccarda, aggiudicandosi lo scudetto. Nella stagione 2023-24 si accasa al Nilüfer, nella Sultanlar Ligi turca, per poi giocare per la UYBA, nella stagione 2024-25, militante nella Serie A1 italiana, categoria dove gioca anche nell'annata successiva, vestendo la maglia del Chieri '76.

### Nazionale
Nel periodo compreso tra il 2012 e il 2014 è convocata nella selezione svizzera under 19.
Nel 2014 ottiene le prime convocazioni nella nazionale maggiore.

## Palmarès

### Club
- Campionato tedesco: 1

2022-23